# Prémio Critics Choice de melhor ator coadjuvante em cinema
Melhor ator coadjuvante em cinema é um dos prêmios dados pela Broadcast Film Critics Association através do Critics' Choice Award.

## Lista dos vencedores (a negrito) e indicados

### Década de 1990
- 1995: Kevin Spacey - The Usual Suspects † / Ed Harris - Apollo 13[1]‡

- 1996: Cuba Gooding, Jr. - Jerry Maguire[2] †

- 1997: Anthony Hopkins - Amistad[3] ‡

- 1998: Billy Bob Thornton - A Simple Plan[4] ‡

- 1999: Michael Clarke Duncan - The Green Mile[5] ‡

### Década de 2000
- 2000: Joaquin Phoenix - Gladiator[6] ‡

- 2001: Ben Kingsley - Sexy Beast[7] ‡
  - Jim Broadbent - Iris †
  - Jon Voight - Ali ‡

- 2002: Chris Cooper - Adaptation.[8] †
  - Alfred Molina - Frida
  - Paul Newman - Road to Perdition ‡

- 2003: Tim Robbins - Mystic River[9] †
  - Alec Baldwin - The Cooler ‡
  - Paul Bettany - Master and Commander: The Far Side of the World
  - Benicio del Toro - 21 Grams ‡
  - Ken Watanabe - The Last Samurai ‡

- 2004: Thomas Haden Church - Sideways[10] ‡
  - Jamie Foxx - Collateral ‡
  - Morgan Freeman - Million Dollar Baby †
  - Clive Owen - Closer ‡
  - Peter Sarsgaard - Kinsey

- 2005: Paul Giamatti - Cinderella Man[11] ‡
  - George Clooney - Syriana †
  - Kevin Costner - The Upside of Anger
  - Matt Dillon - Crash ‡
  - Jake Gyllenhaal - Brokeback Mountain ‡
  - Terrence Howard - Crash

- 2006: Eddie Murphy - Dreamgirls[12] ‡
  - Ben Affleck - Hollywoodland
  - Alan Arkin - Little Miss Sunshine †
  - Adam Beach - Flags of Our Fathers
  - Djimon Hounsou - Blood Diamond ‡
  - Jack Nicholson - The Departed

- 2007: Javier Bardem - No Country for Old Men[13] †
  - Casey Affleck - The Assassination of Jesse James by the Coward Robert Ford ‡
  - Philip Seymour Hoffman - Charlie Wilson's War ‡
  - Hal Holbrook - Into the Wild ‡
  - Tom Wilkinson - Michael Clayton ‡

- 2008: Heath Ledger - The Dark Knight (postúmo)[14] †
  - Josh Brolin - Milk ‡
  - Robert Downey, Jr. - Tropic Thunder ‡
  - James Franco - Milk
  - Philip Seymour Hoffman - Doubt ‡

- 2009: Christoph Waltz - Inglorious Basterds[15] †
  - Matt Damon - Invictus ‡
  - Woody Harrelson - The Messenger ‡
  - Christian McKay - Me and Orson Welles
  - Alfred Molina - An Education
  - Stanley Tucci - The Lovely Bones ‡

### Década de 2010
- 2010: Christian Bale - The Fighter como Dicky Eklund †
  - Andrew Garfield - The Social Network como Eduardo Saverin
  - Jeremy Renner - The Town como James "Jem" Coughlin ‡
  - Sam Rockwell - Conviction como Kenny Waters
  - Mark Ruffalo - The Kids Are All Right como Paul Hatfield ‡
  - Geoffrey Rush - The King's Speech como Lionel Logue ‡

- 2011: Christopher Plummer - Beginners como Hal Fields †
  - Kenneth Branagh - My Week with Marilyn como Laurence Olivier ‡
  - Albert Brooks - Drive como Bernie Rose
  - Nick Nolte - Warrior como Paddy Conlon ‡
  - Patton Oswalt - Young Adult como Matt Freehauf
  - Andy Serkis - Rise of the Planet of the Apes como Caesar

- 2012: Philip Seymour Hoffman - The Master como Lancaster Dodd ‡
  - Alan Arkin - Argo como Lester Siegel ‡
  - Javier Bardem - Skyfall como Raoul Silva / Tiago Rodriguez
  - Robert De Niro - Silver Linings Playbook como Patrizio "Pat" Solitano, Sr. ‡
  - Tommy Lee Jones - Lincoln como Thaddeus Stevens ‡
  - Matthew McConaughey - Magic Mike como Dallas

- 2013: Jared Leto - Dallas Buyers Club como Rayon †
  - Barkhad Abdi - Captain Phillips como Abduwali Muse ‡
  - Daniel Brühl - Rush como Niki Lauda
  - Bradley Cooper - American Hustle como Agente Richie DiMaso ‡
  - Michael Fassbender - 12 Years a Slave como Edwin Epps ‡
  - James Gandolfini - Enough Said como Albert

- 2014: J.K. Simmons - Whiplash como Terence Fletcher †
  - Josh Brolin - Inherent Vice como Det. Christian "Bigfoot" Bjornsen
  - Robert Duvall - The Judge como Juiz Joseph Palmer ‡
  - Ethan Hawke - Boyhood como Mason Evans Sr. ‡
  - Edward Norton - Birdman or (The Unexpected Virtue of Ignorance) como Mike Shiner ‡
  - Mark Ruffalo - Foxcatcher como Dave Schultz ‡

- 2015: Sylvester Stallone – Creed como Rocky Balboa ‡
  - Paul Dano – Love & Mercy como Brian Wilson
  - Tom Hardy – The Revenant como John Fitzgerald ‡
  - Mark Ruffalo – Spotlight como Michael Rezendes ‡
  - Mark Rylance – Bridge of Spies como Rudolf Abel †
  - Michael Shannon – 99 Homes como Rick Carver

- 2016: Mahershala Ali – Moonlight como Juan †
  - Jeff Bridges – Hell or High Water como Marcus Hamilton ‡
  - Ben Foster – Hell or High Water como Tanner Howard
  - Lucas Hedges – Manchester by the Sea como Patrick Chandler ‡
  - Dev Patel – Lion como Saroo Brierley ‡
  - Michael Shannon – Nocturnal Animals como Detetive Bobby Andes ‡

- 2017: Sam Rockwell – Three Billboards Outside Ebbing, Missouri como Policial Jason Dixon †
  - Willem Dafoe – The Florida Project como Bobby Hicks ‡
  - Armie Hammer – Call Me by Your Name como Oliver
  - Richard Jenkins – The Shaper of Water como Patrick Chandler ‡
  - Patrick Stewart – Logan como Professor Charles Xavier
  - Michael Stuhlbarg – Call Me by Your Name como Sr. Perlman

- 2018: Mahershala Ali – Green Book como Dr. Don Shirley †
  - Timothée Chalamet – Beautiful Boy como Nic Sheff
  - Adam Driver – BlacKkKlansman como Flip Zimmerman ‡
  - Sam Elliott – A Star Is Born como Bobby Maine ‡
  - Richard E. Grant – Can You Ever Forgive Me? como Jack Hock ‡
  - Michael B. Jordan – Black Panther como Erik Killmonger / N' Jadaka

- 2019: Brad Pitt – Once Upon a Time in Hollywood como Cliff Booth †
  - Willem Dafoe – The Lighthouse como Thomas Wake
  - Tom Hanks – A Beautiful Day in the Neighborhood como Fred Rogers ‡
  - Anthony Hopkins – The Two Popes como Papa Bento XVI ‡
  - Al Pacino – The Irishman como Jimmy Hoffa ‡
  - Joe Pesci – The Irishman como Russell Bufalino ‡

### Década de 2020
- 2020: Daniel Kaluuya - Judas and the Black Messiah como Fred Hampton[16][17] †
  - Sacha Baron Cohen - The Trial of the Chicago 7 como Abbie Hoffman ‡
  - Chadwick Boseman - Da 5 Bloods como Norman Earl Holloway
  - Bill Murray - On the Rocks como Felix Keane
  - Leslie Odom Jr. - One Night in Miami... como Sam Cooke ‡
  - Paul Raci - Sound of Metal como Joe ‡

- 2021: Troy Kotsur – CODA como Frank Rossi [18][19] †
  - Jamie Dornan – Belfast como Pa
  - Ciarán Hinds – Belfast como Pop ‡
  - Jared Leto – House of Gucci como Paolo Gucci
  - J.K. Simmons – Being the Ricardos como William Frawley ‡
  - Kodi Smit-McPhee – The Power of the Dog como Peter Gordon ‡

- 2022: Ke Huy Quan – Everything Everywhere All at Once como Waymond Wang †
  - Barry Keoghan – The Banshees of Inisherin como Dominic Kearney ‡
  - Brendan Gleeson – The Banshees of Inisherin como Colm Doherty ‡
  - Brian Tyree Henry – Causeway como James
  - Judd Hirsch – The Fabelmans como Tio Boris ‡
  - Paul Dano – The Fabelmans como Burt Fabelman

- 2023: Robert Downey Jr. – Oppenheimer como Lewis Strauss [20][21]
  - Sterling K. Brown – American Fiction como Clifford "Cliff" Ellison
  - Charles Melton – May December como Joe Yoo
  - Robert De Niro – Killers of the Flower Moon como William King Hale
  - Ryan Gosling – Barbie como Ken
  - Mark Ruffalo – Poor Things como Duncan Wedderburn

- 2024: Kieran Culkin – A Real Pain como Benji Kaplan [22][23]
  - Yura Borisov – Anora como Igor
  - Clarence Maclin – Sing Sing como Clarence "Divine Eye" Maclin
  - Edward Norton – A Complete Unknown como Pete Seeger
  - Guy Pearce – The Brutalist como Harrison Lee Van Buren
  - Denzel Washington – Gladiator II como Macrinus